# Emmanuel von Schimonsky
Emmanuel von Schimonsky (ur. 23 lipca 1752 roku w Brzeźnicy – zm. 27 grudnia 1832 roku we Wrocławiu) – biskup wrocławski w latach 1823–1832. 
Emmanuel von Schimonsky urodził się 23 lipca 1752 roku jako syn starosty raciborskiego – Józefa von Schimonsky h. Ostoja. Studiował we Wrocławiu, a później w Rzymie. W 1775 roku w Rzymie, na Lateranie przyjął święcenia kapłańskie i powrócił na Śląsk. Został proboszczem w Łanach koło Koźla. Jednocześnie pełnił funkcję dziekana i komisarza biskupiego. W 1793 roku został kanonikiem. W 1793 roku został wikariuszem generalnym diecezji wrocławskiej, a w 1797 roku – biskupem pomocniczym. W 1797 roku został sufraganem wrocławskim, po śmierci ordynariusza w 1817 roku został mianowany przez papieża, Piusa VII zarządcą biskupstwa. W 1823 roku został biskupem diecezji wrocławskiej. Zmarł 27 grudnia 1832 roku i został pochowany w katedrze wrocławskiej.
Zwalczał skutki rewolucji francuskiej w postaci józefinizmu i prądów oświecenia. Uregulował na nowych zasadach stosunki kościelne między kurią rzymską a rządem pruskim.